# 싱닝구

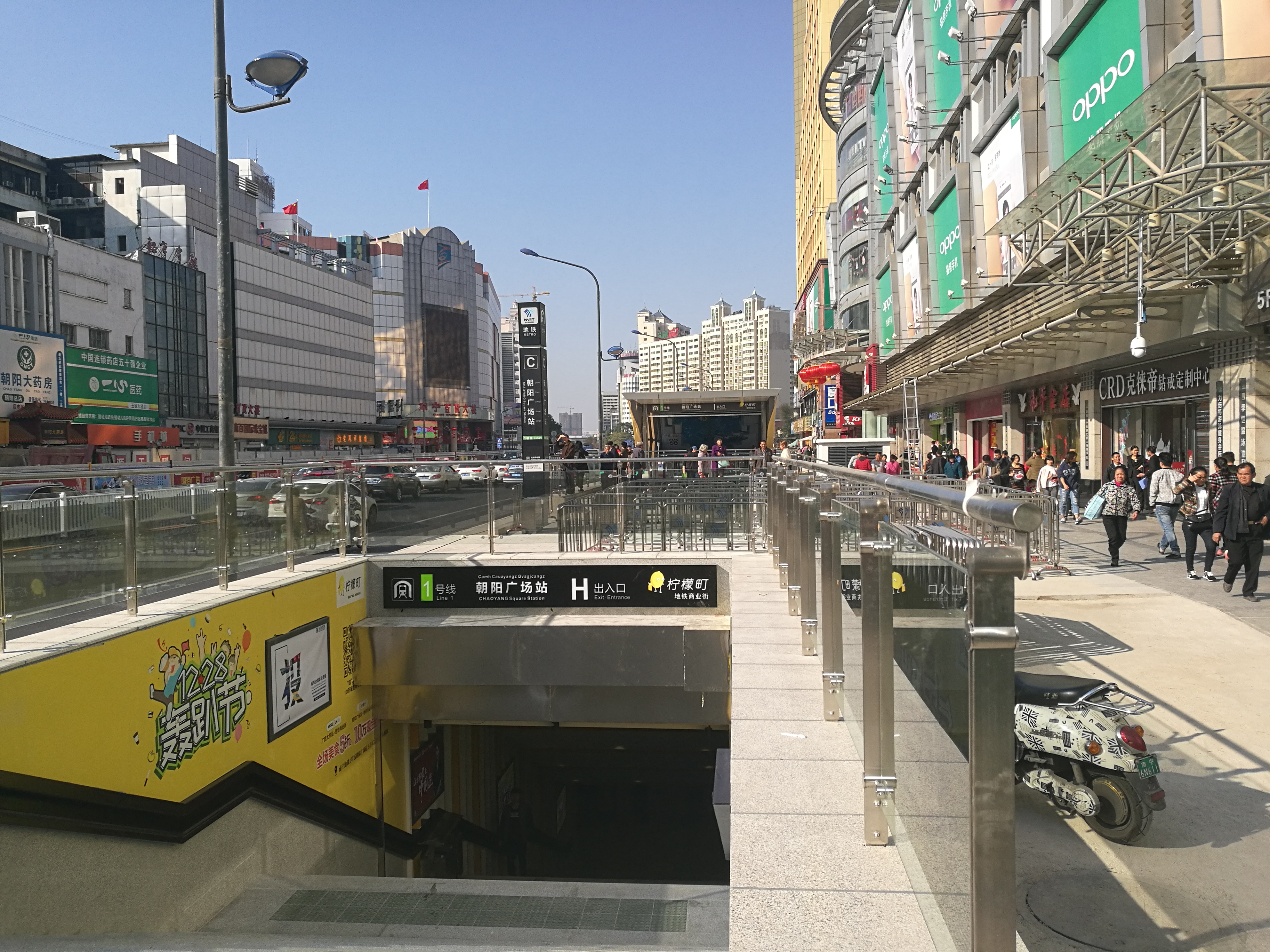

싱닝구(한국어: 흥녕구, 중국어: 兴宁区, 병음: Xīngníng Qū)는 중국 광시 좡족 자치구 난닝시의 현급 행정구역이다. 넓이는 751km2이고, 인구는 2007년 기준으로 290,000명이다.

## 행정 구역
2개 가도, 3개 진을 관할한다.
- 가도: 民生街道, 朝阳街道.
- 진: 三塘镇, 五塘镇, 昆仑镇.